# L-flat
De L-flat is een jaren 60 galerijflat in de wijk Vollenhove te Zeist. De galerijflat is de grootste van Nederland, en was ooit de grootste van Europa. De flat heeft 13 verdiepingen, 8 ingangen en telt 728 woningen.

## In de pers
De L-flat is meerdere keren voornamelijk negatief in het nieuws geweest, zo had "Jack the Knipper" in de zomer van 2009 48 keer de bedrading van de liften in de L-flat vernield. Zowel een uitzending van Man bijt hond als het VARA-radioprogramma De Gids hebben aandacht besteed aan de L-flat.

## Opknapbeurt L-flat
Van 2010 tot 2012 is de flat gerenoveerd. De appartementen zijn energiezuiniger gemaakt zodat de huurlasten konden dalen. Ook werden de liften verbeterd en de gevels en het dak zijn aangepakt. In 2020 werd bekend dat de flat verder wordt opgeknapt voor een bedrag van 47 miljoen euro.